# Alpiner Skieuropacup 2005/06
Die Saison 2005/06 des Alpinen Skieuropacups begann am 4. November 2005 in Landgraaf (NED) und endete am 19. März 2006 in Zauchensee (AUT). Bei den Männern wurden 35 Rennen ausgetragen (5 Abfahrten, 7 Super-G, 10 Riesenslaloms, 12 Slaloms und 1 Super-Kombination). Bei den Frauen waren es hingegen 38 Rennen (8 Abfahrten, 7 Super-G, 11 Riesenslaloms, 11 Slaloms und 1 Super-Kombination).
Als fünfte Disziplin wurde die Super-Kombination in das Rennprogramm aufgenommen. Sowohl Herren als auch Damen begannen die Saison mit einem Indoor-KO-Slalom.

## Europacupwertungen

### Gesamtwertung
| Rang | Name                | Land       | Punkte |
| ---- | ------------------- | ---------- | ------ |
| 1    | Michael Gufler      | Italien    | 1128   |
| 2    | Florian Eisath      | Italien    | 0946   |
| 3    | Georg Streitberger  | Österreich | 0761   |
| 4    | Jens Byggmark       | Schweden   | 0738   |
| 5    | Romed Baumann       | Österreich | 0716   |
| 6    | Mattias Hargin      | Schweden   | 0671   |
| 7    | Patrick Bechter     | Österreich | 0604   |
| 8    | Christof Innerhofer | Italien    | 0567   |
| 9    | Bernard Vajdič      | Slowenien  | 0563   |
| 100  | Carlo Janka         | Schweiz    | 0557   |

| Rang | Name            | Land        | Punkte |
| ---- | --------------- | ----------- | ------ |
| 1    | Anna Fenninger  | Österreich  | 1184   |
| 2    | Kathrin Wilhelm | Österreich  | 0844   |
| 3    | Rabea Grand     | Schweiz     | 0797   |
| 4    | Fanny Chmelar   | Deutschland | 0702   |
| 5    | Katrin Triendl  | Österreich  | 0647   |
| 6    | Kathrin Hölzl   | Deutschland | 0624   |
| 7    | Regina Mader    | Österreich  | 0562   |
| 8    | Aurélie Santon  | Frankreich  | 0523   |
| 9    | Katja Wirth     | Österreich  | 0505   |
| 100  | Sandrine Aubert | Frankreich  | 0503   |

### Abfahrt
| Rang | Name                | Land        | Punkte |
| ---- | ------------------- | ----------- | ------ |
| 1    | Romed Baumann       | Österreich  | 372    |
| 2    | Peter Strodl        | Deutschland | 270    |
| 3    | Georg Streitberger  | Österreich  | 217    |
| 4    | Christof Innerhofer | Italien     | 209    |
| 5    | Stephan Keppler     | Deutschland | 201    |

| Rang | Name            | Land        | Punkte |
| ---- | --------------- | ----------- | ------ |
| 1    | Rabea Grand     | Schweiz     | 402    |
| 2    | Johanna Schnarf | Italien     | 310    |
| 3    | Gina Stechert   | Deutschland | 304    |
| 4    | Kathrin Wilhelm | Österreich  | 282    |
| 5    | Karin Hess      | Schweiz     | 259    |

### Super-G
| Rang | Name                | Land       | Punkte |
| ---- | ------------------- | ---------- | ------ |
| 1    | Georg Streitberger  | Österreich | 500    |
| 2    | Christoph Alster    | Österreich | 366    |
| 3    | Michael Gufler      | Italien    | 328    |
| 4    | Christof Innerhofer | Italien    | 288    |
| 5    | Silvano Varettoni   | Italien    | 211    |

| Rang | Name              | Land       | Punkte |
| ---- | ----------------- | ---------- | ------ |
| 1    | Katja Wirth       | Österreich | 376    |
| 2    | Kathrin Wilhelm   | Österreich | 299    |
| 3    | Ingrid Rumpfhuber | Österreich | 298    |
| 4    | Martina Schild    | Schweiz    | 290    |
| 5    | Regina Mader      | Österreich | 272    |

### Riesenslalom
| Rang | Name            | Land       | Punkte |
| ---- | --------------- | ---------- | ------ |
| 1    | Michael Gufler  | Italien    | 725    |
| 2    | Florian Eisath  | Italien    | 660    |
| 3    | Patrick Bechter | Österreich | 444    |
| 4    | Jukka Rajala    | Finnland   | 406    |
| 5    | Bernard Vajdič  | Slowenien  | 404    |

| Rang | Name            | Land        | Punkte |
| ---- | --------------- | ----------- | ------ |
| 1    | Anna Fenninger  | Österreich  | 673    |
| 2    | Kathrin Hölzl   | Deutschland | 504    |
| 3    | Silvia Berger   | Österreich  | 390    |
| 4    | Aurélie Santon  | Frankreich  | 362    |
| 5    | Camilla Alfieri | Italien     | 280    |

### Slalom
| Rang | Name             | Land       | Punkte |
| ---- | ---------------- | ---------- | ------ |
| 1    | Mattias Hargin   | Schweden   | 663    |
| 2    | Anton Lahdenperä | Schweden   | 506    |
| 3    | Jens Byggmark    | Schweden   | 463    |
| 4    | Gaëtan Llorach   | Frankreich | 428    |
| 5    | Christoph Dreier | Österreich | 382    |

| Rang | Name            | Land        | Punkte |
| ---- | --------------- | ----------- | ------ |
| 1    | Sandrine Aubert | Frankreich  | 459    |
| 2    | Nina Løseth     | Norwegen    | 409    |
| 3    | Anna Fenninger  | Österreich  | 355    |
| 4    | Eva Kurfürstová | Tschechien  | 343    |
| 5    | Fanny Chmelar   | Deutschland | 330    |

### Super-Kombination
| Rang | Name           | Land               | Punkte |
| ---- | -------------- | ------------------ | ------ |
| 1    | Jens Byggmark  | Schweden           | 100    |
| 2    | Peter Struger  | Österreich         | 080    |
| 3    | Michael Gufler | Italien            | 060    |
| 4    | Carlo Janka    | Schweiz            | 050    |
| 5    | Erik Fisher    | Vereinigte Staaten | 045    |

| Rang | Name              | Land        | Punkte |
| ---- | ----------------- | ----------- | ------ |
| 1    | Corinne Anselmet  | Frankreich  | 100    |
| 2    | Annalisa Ceresa   | Italien     | 080    |
| 3    | Fanny Chmelar     | Deutschland | 060    |
| 4    | Jessica Pünchera  | Schweiz     | 050    |
| 5    | Veronika Zuzulová | Slowakei    | 045    |

## Podestplatzierungen Herren

### Abfahrt
| Datum      | Ort                        | 1. Platz                 | 2. Platz             | 3. Platz                 |
| ---------- | -------------------------- | ------------------------ | -------------------- | ------------------------ |
| 18.01.2006 | Sella Nevea (ITA)          | Georg Streitberger (AUT) | Romed Baumann (AUT)  | Beni Hofer (SUI)         |
| 19.01.2006 | Sella Nevea (ITA)          | Christoph Alster (AUT)   | Peter Strodl (GER)   | Peter Struger (AUT)      |
| 01.02.2006 | Veysonnaz (FRA)            | Stephan Keppler (GER)    | Romed Baumann (AUT)  | Georg Streitberger (AUT) |
| 16.02.2006 | Saalbach-Hinterglemm (AUT) | Walter Girardi (ITA)     | Romed Baumann (AUT)  | Konrad Hari (SUI)        |
| 14.03.2006 | Zauchensee (AUT)           | Romed Baumann (AUT)      | Walter Girardi (ITA) | Peter Strodl (GER)       |

### Super-G
| Datum      | Ort                | 1. Platz                  | 2. Platz                 | 3. Platz                  |
| ---------- | ------------------ | ------------------------- | ------------------------ | ------------------------- |
| 09.01.2006 | Hinterstoder (AUT) | Matthias Lanzinger (AUT)  | Michael Gufler (ITA)     | Georg Streitberger (AUT)  |
| 20.01.2006 | Sella Nevea (ITA)  | Christoph Alster (AUT)    | Georg Streitberger (AUT) | Christof Innerhofer (ITA) |
| 21.01.2006 | Sella Nevea (ITA)  | Florian Eisath (ITA)      | Georg Streitberger (AUT) | Michael Gufler (ITA)      |
| 24.01.2006 | Châtel (FRA)       | Georg Streitberger (AUT)  | Didier Cuche (SUI)       | Alexandre Bouillot (FRA)  |
| 25.01.2006 | Châtel (FRA)       | Georg Streitberger (AUT)  | Christoph Alster (AUT)   | Florian Eisath (ITA)      |
| 03.02.2006 | Veysonnaz (FRA)    | Christof Innerhofer (ITA) | Michael Gufler (ITA)     | Carlo Janka (SUI)         |
| 15.03.2006 | Zauchensee (AUT)   | Christoph Alster (AUT)    | Georg Streitberger (AUT) | Walter Girardi (ITA)      |

### Riesenslalom
| Datum      | Ort                | 1. Platz                                 | 2. Platz             | 3. Platz                                  |
| ---------- | ------------------ | ---------------------------------------- | -------------------- | ----------------------------------------- |
| 10.12.2005 | Valloire (FRA)     | Florian Eisath (ITA)                     | Bernard Vajdič (SLO) | Patrick Bechter (AUT)                     |
| 11.12.2005 | Valloire (FRA)     | Florian Eisath (ITA)                     | Carlo Janka (SUI)    | Michael Gufler (ITA)                      |
| 14.12.2005 | St. Vigil (ITA)    | Florian Eisath (ITA)                     | Michael Gufler (ITA) | Thomas Fanara (FRA)                       |
| 10.01.2006 | Hinterstoder (AUT) | Jukka Rajala (FIN) Patrick Bechter (AUT) |                      | Florian Eisath (ITA)                      |
| 14.01.2006 | Oberjoch (GER)     | Jukka Rajala (FIN)                       | Thomas Fanara (FRA)  | Florian Eisath (ITA)                      |
| 27.01.2006 | Les Menuires (FRA) | Michael Gufler (ITA)                     | Carlo Janka (SUI)    | Joël Chenal (FRA)                         |
| 09.02.2006 | La Molina (ESP)    | Michael Gufler (ITA)                     | Florian Eisath (ITA) | Patrick Bechter (AUT)                     |
| 10.02.2006 | La Molina (ESP)    | Michael Gufler (ITA)                     | Florian Eisath (ITA) | Patrick Bechter (AUT)                     |
| 21.02.2006 | Madesimo (ITA)     | Michael Gufler (ITA)                     | Florian Eisath (ITA) | Niklas Rainer (SWE) Mirko Deflorian (ITA) |
| 17.03.2006 | Zauchensee (AUT)   | Michael Gufler (ITA)                     | Bernard Vajdič (SLO) | Alessandro Roberto (ITA)                  |

### Slalom
| Datum        | Ort                  | 1. Platz               | 2. Platz                 | 3. Platz               |
| ------------ | -------------------- | ---------------------- | ------------------------ | ---------------------- |
| 04.11.2005 * | Landgraaf (NLD)      | Mattias Hargin (SWE)   | Hans Olsson (SWE)        | Oscar Andersson (SWE)  |
| 13.12.2005   | Alta Badia (ITA)     | Christoph Dreier (AUT) | Jimmy Cochran (USA)      | Alexander Koll (AUT)   |
| 15.12.2005   | Obereggen (ITA)      | André Myhrer (SWE)     | Jens Byggmark (SWE)      | Tom Rothrock (USA)     |
| 07.01.2006   | Pozza di Fassa (ITA) | Mattias Hargin (SWE)   | Jens Byggmark (SWE)      | Romed Baumann (AUT)    |
| 11.01.2006   | Hinterstoder (AUT)   | Jono Brauer (AUS)      | Mattias Hargin (SWE)     | Bernard Vajdič (SLO)   |
| 15.01.2006   | Oberjoch (GER)       | Jens Byggmark (SWE)    | Anton Lahdenperä (SWE)   | Gaëtan Llorach (FRA)   |
| 06.02.2006   | Ordino Arcalis (AND) | Christoph Dreier (AUT) | Mattias Hargin (SWE)     | Anton Lahdenperä (SWE) |
| 07.02.2006   | Ordino Arcalis (AND) | Naoki Yuasa (JPN)      | Oscar Andersson (SWE)    | Anton Lahdenperä (SWE) |
| 22.02.2006   | Madesimo (ITA)       | Mitja Valenčič (SLO)   | Michael Janyk (CAN)      | Cristian Deville (ITA) |
| 10.03.2006   | Kranjska Gora (SLO)  | Jens Byggmark (SWE)    | Anton Lahdenperä (SWE)   | Gaëtan Llorach (FRA)   |
| 11.03.2006   | Kranjska Gora (SLO)  | Gaëtan Llorach (FRA)   | Mattias Hargin (SWE)     | Anton Lahdenperä (SWE) |
| 18.03.2006   | Zauchensee (AUT)     | Mattias Hargin (SWE)   | Alexandre Anselmet (FRA) | Oscar Andersson (SWE)  |

* Indoor-KO-Slalom

### Super-Kombination
| Datum      | Ort             | 1. Platz            | 2. Platz            | 3. Platz             |
| ---------- | --------------- | ------------------- | ------------------- | -------------------- |
| 02.02.2006 | Veysonnaz (FRA) | Jens Byggmark (SWE) | Peter Struger (AUT) | Michael Gufler (ITA) |

## Podestplatzierungen Damen

### Abfahrt
| Datum      | Ort                     | 1. Platz              | 2. Platz                | 3. Platz               |
| ---------- | ----------------------- | --------------------- | ----------------------- | ---------------------- |
| 11.01.2006 | St. Moritz (SUI)        | Nicole Hosp (AUT)     | Ella Alpiger (SUI)      | Kathrin Zettel (AUT)   |
| 12.01.2006 | St. Moritz (SUI)        | Gina Stechert (GER)   | Johanna Schnarf (ITA)   | Martina Schild (SUI)   |
| 17.01.2006 | Haus im Ennstal (AUT)   | Tina Weirather (LIE)  | Johanna Schnarf (ITA)   | Kathrin Wilhelm (AUT)  |
| 17.01.2006 | Haus im Ennstal (AUT)   | Johanna Schnarf (ITA) | Kathrin Wilhelm (AUT)   | Rabea Grand (SUI)      |
| 27.01.2006 | Megève (FRA)            | Gina Stechert (GER)   | Karin Hess (SUI)        | Rabea Grand (SUI)      |
| 08.02.2006 | Reinswald/Sarntal (ITA) | Rabea Grand (SUI)     | Clothilde Weyrich (FRA) | Marion Rolland (FRA)   |
| 09.02.2006 | Reinswald/Sarntal (ITA) | Marie Aufranc (FRA)   | Rabea Grand (SUI)       | Camilla Borsotti (ITA) |
| 17.03.2006 | Zauchensee (AUT)        | Maria Holaus (AUT)    | Katja Wirth (AUT)       | Tamara Wolf (SUI)      |

### Super-G
| Datum      | Ort                   | 1. Platz             | 2. Platz                              | 3. Platz              |
| ---------- | --------------------- | -------------------- | ------------------------------------- | --------------------- |
| 20.12.2005 | Außervillgraten (AUT) | Katja Wirth (AUT)    | Ingrid Rumpfhuber (AUT)               | Bryna McCarty (USA)   |
| 21.12.2005 | Außervillgraten (AUT) | Katja Wirth (AUT)    | Ingrid Rumpfhuber (AUT)               | Nike Bent (SWE)       |
| 13.01.2006 | St. Moritz (SUI)      | Daniela Zeiser (AUT) | Katrin Triendl (AUT)                  | Regina Mader (AUT)    |
| 24.01.2006 | Megève (FRA)          | Marion Rolland (FRA) | Karoline Trojer (ITA)                 | Kathrin Wilhelm (AUT) |
| 03.02.2006 | Caspoggio (ITA)       | Katja Wirth (AUT)    | Martina Schild (SUI)                  | Regina Mader (AUT)    |
| 04.02.2006 | Caspoggio (ITA)       | Martina Schild (SUI) | Ella Alpiger (SUI)                    | Katja Wirth (AUT)     |
| 18.03.2006 | Zauchensee (AUT)      | Tina Weirather (LIE) | Maria Holaus (AUT) Karin Blaser (AUT) |                       |

### Riesenslalom
| Datum      | Ort                          | 1. Platz                     | 2. Platz              | 3. Platz                     |
| ---------- | ---------------------------- | ---------------------------- | --------------------- | ---------------------------- |
| 13.12.2005 | Alleghe (ITA)                | Verena Stuffer (ITA)         | Kathrin Hölzl (GER)   | Jelena Lolović (SCG)         |
| 14.12.2005 | Alleghe (ITA)                | Kathrin Hölzl (GER)          | Anna Fenninger (AUT)  | Karoline Trojer (ITA)        |
| 20.01.2006 | Turnau (AUT)                 | Ana Drev (SLO)               | Daniela Zeiser (AUT)  | Annemarie Gerg (GER)         |
| 21.01.2006 | Turnau (AUT)                 | Anna Fenninger (AUT)         | Aurélie Santon (FRA)  | Daniela Zeiser (AUT)         |
| 30.01.2006 | La Plagne (FRA)              | Anna Fenninger (AUT)         | Kathrin Hölzl (GER)   | Aurélie Santon (FRA)         |
| 11.02.2006 | Roccaraso (ITA)              | Kathrin Hölzl (GER)          | Anna Fenninger (AUT)  | Rabea Grand (SUI)            |
| 12.02.2006 | Roccaraso (ITA)              | Anna Fenninger (AUT)         | Camilla Alfieri (ITA) | Kathrin Hölzl (GER)          |
| 14.02.2006 | Abetone (ITA)                | Christina Lustenberger (CAN) | Anna Fenninger (AUT)  | Karen Putzer (ITA)           |
| 15.02.2006 | Abetone (ITA)                | Silvia Berger (AUT)          | Annemarie Gerg (GER)  | Christina Lustenberger (CAN) |
| 20.02.2006 | Garmisch-Partenkirchen (GER) | Anna Fenninger (AUT)         | Fanny Chmelar (GER)   | Silvia Berger (AUT)          |
| 13.03.2006 | Zauchensee (AUT)             | Silvia Berger (AUT)          | Denise Karbon (ITA)   | Aurélie Santon (FRA)         |

### Slalom
| Datum        | Ort                          | 1. Platz                   | 2. Platz                | 3. Platz               |
| ------------ | ---------------------------- | -------------------------- | ----------------------- | ---------------------- |
| 07.11.2005 * | Bottrop (GER)                | Monika Bergmann (GER)      | Annemarie Gerg (GER)    | Ana Kobal (SLO)        |
| 15.12.2005   | Zoldo (ITA)                  | Annalisa Ceresa (ITA)      | Chiara Costazza (ITA)   | Fanny Chmelar (GER)    |
| 17.12.2005   | St. Sebastian (AUT)          | Sandrine Aubert (FRA)      | Veronika Zuzulová (SVK) | Ana Kobal (SLO)        |
| 18.12.2005   | St. Sebastian (AUT)          | Veronika Zuzulová (SVK)    | Chiara Costazza (ITA)   | Henna Raita (FIN)      |
| 05.01.2006   | Lenzerheide (SUI)            | Eva Kurfürstová (CZE)      | Nina Løseth (NOR)       | Kathrin Hölzl (GER)    |
| 06.01.2006   | Lenzerheide (SUI)            | Nina Løseth (NOR)          | Eva Kurfürstová (CZE)   | Camilla Borsotti (ITA) |
| 31.01.2006   | La Plagne (FRA)              | Laure Pequegnot (FRA)      | Therese Borssén (SWE)   | Ana Kobal (SLO)        |
| 19.02.2006   | Garmisch-Partenkirchen (GER) | Katarzyna Karasińska (POL) | Nina Løseth (NOR)       | Sandrine Aubert (FRA)  |
| 23.02.2006   | Vrátna (SVK)                 | Sandrine Aubert (FRA)      | Anna Fenninger (AUT)    | Nina Løseth (NOR)      |
| 24.02.2006   | Vrátna (SVK)                 | Fanny Chmelar (GER)        | Sandrine Aubert (FRA)   | Anna Fenninger (AUT)   |
| 14.03.2006   | Zauchensee (AUT)             | Kristina Hultdin (SWE)     | Katrin Triendl (AUT)    | Nina Løseth (NOR)      |

* Indoor-KO-Slalom

### Super-Kombination
| Datum      | Ort          | 1. Platz               | 2. Platz              | 3. Platz            |
| ---------- | ------------ | ---------------------- | --------------------- | ------------------- |
| 27.01.2006 | Megève (FRA) | Corinne Anselmet (FRA) | Annalisa Ceresa (ITA) | Fanny Chmelar (GER) |